# Родригес, Патрисио
Патрисио (Пато) Родригес Хагельстром (исп. Patricio 'Pato' Rodríguez Hagelstrom; 20 декабря 1938, Сантьяго, Чили — 23 июня 2020, Майами, США) — чилийский теннисист и теннисный тренер. Игрок сборной Чили в Кубке Дэвиса, победитель более чем 20 любительских и открытых турниров. В качестве тренера — капитан сборной Чили, персональный тренер Хосе Луиса Клерка, Андреса Гомеса, Николаса Лапентти и Николаса Массу.

## Игровая карьера
Родригес был ведущим чилийским теннисистом своего времени и первым представителем этой страны, выигравшим матч в. чемпионате Австралии (это произошло в 1966 году). Он также 16 раз участвовал в розыгрышах чемпионата Франции — рекорд среди чилийских игроков, не побитый до дня его смерти. Чилийский теннисный тренер Альфредо Ман называет его, наряду с Хайме Фильолем, одним из величайших джентльменов чилийского тенниса.
Родригес выступал за сборную Чили в Кубке Дэвиса с 1958 по 1972 год, за это время одержав 18 побед в 35 играх в одиночном и 1 победу в 9 играх в парном разряде. На индивидуальном уровне за годы, предшествующие Открытой эре, и в её начале он завоевал свыше 20 титулов в одиночном разряде. Среди выигранных им турниров были международные чемпионаты СССР (1961), Чехословакии и Швейцарии (оба — 1965), а после начала Открытой эры — турниры в Ла-Боле (Франция, 1968, 1-6, 6-3, 8-6 в финале против Бобби Уилсона), Неаполе (1969, 8-6, 6-3, 0-6, 6-3 в финале против Мартина Маллигана) и Пёрчахе (Австрия, 1970, 6-3, 3-6, 6-1 в финале против соотечественника Хайме Пинто-Браво). Среди соперников, обыгранных им на пути к титулу в Неаполе, были Никола Пьетранджели и Ион Цириак. Кроме того, Родригес дважды подряд выиграл престижный турнир в Барселоне с двумя разными партнёрами.

## Финалы открытых турниров

### Парный разряд (2-0)
| Результат | №  | Дата         | Турнир             | Покрытие | Партнёр                  | Соперники в финале       | Счёт в финале            |
| --------- | -- | ------------ | ------------------ | -------- | ------------------------ | ------------------------ | ------------------------ |
| Победа    | 1. | 23 июня 1968 | Барселона, Испания | Грунт    | Карлус Алберту Фернандис | Томас Кох Жозе Мандарино | 6-2, 3-6, 3-6, 6-1, 6-4  |
| Победа    | 2. | 18 мая 1969  | Барселона (2)      | Грунт    | Мануэль Орантес          | Рэй Келди Терри Аддисон  | 8-10, 6-3, 6-1, 5-7, 6-2 |

## Дальнейшая жизнь
Тренерскую карьеру Родригес начал ещё до окончания игровой, стал одним из самых успешных теннисных тренеров Латинской Америки и лучшим в истории Чили. Впервые выступив в роли капитана сборной Чили в 1967 году, в матче Кубка Дэвиса против команды Чехословакии, он занимал капитанский пост и в более поздний период, в частности приведя команду к победе в гостях над сборной Аргентины в 1970 году.
Из основанной Родригесом в Аргентине теннисной школы вышли такие игроки как Фернандо Далла-Фонтана, Алехандро Гаттикер и Хосе Луис Клерк, который под руководством чилийского тренера сначала стал победителем одного из самых престижных молодёжных турниров — Кубка Галеа, а позднее поднялся до 4-го места в рейтинге ATP. На период сотрудничества с Родригесом приходится победа в Открытом чемпионате Франции 1990 года эквадорца Андреса Гомеса, а Николас Лапентти под его руководством достиг 6-й позиции в рейтинге. Он работал также с перуанским теннисистом Хайме Исагой, на пике карьеры ставшим 18-й ракеткой мира. Среди чилийских теннисистов Родригес тренировал Хосе Антонио Фернандеса, Габриэля Зильберштейна и Фелипе Риверу, но наибольшего успеха достиг с Николасом Массу, который за время их сотрудничества завоевал две золотых медали Олимпийских игр 2004 года и поднялся до 9-го места в рейтинге.
От брака с бывшей французской теннисисткой Мишель Буйе у Родригеса было трое детей — Мануэль, Полина и Натали. В последние годы жизни он проживал в Майами (Флорида). Родригес, на протяжении долгого времени страдавший от рака лёгких, умер в Майами в июне 2020 года.